# Resolutie 1790 Veiligheidsraad Verenigde Naties
Resolutie 1790 van de Veiligheidsraad van de Verenigde Naties werd op 18 december 2007 unaniem door de VN-Veiligheidsraad aangenomen. Op vraag van Irak werd met deze resolutie ingestemd met de voortzetting van de door de Verenigde Staten geleide multinationale bezettingsmacht in het land.

## Achtergrond
Op 2 augustus 1990 viel Irak zijn zuiderbuur Koeweit binnen en bezette dat land. De Veiligheidsraad veroordeelde de inval diezelfde dag middels resolutie 660, en later kregen de lidstaten carte blanche om Koeweit te bevrijden. Eind februari 1991 was die strijd beslecht en legde Irak zich neer bij alle aangenomen VN-resoluties. Het land werd vervolgens verplicht te ontwapenen door onder meer al zijn massavernietigingswapens te vernietigen. Daaraan werkte Irak echter met grote tegenzin mee, tot grote woede van de Verenigde Staten, die het land daarom in 2003 opnieuw binnenvielen. 
Een door de VN geleide overgangsregering werd in 2004 opgevolgd door een Iraakse. In 2005 werd een nieuwe grondwet aangenomen en vonden verkiezingen plaats, waarna een coalitie werd gevormd. In de tussentijd werd het land echter geplaagd door sektarisch geweld en bleven er vele slachtoffers vallen door de talloze terreuraanslagen.

## Inhoud

### Waarnemingen
De Iraakse regering van nationale eenheid bleef zich inspannen om een politieke-, economische- en veiligheidsagenda uit te voeren. 's lands veiligheidsdiensten werden verder opgeleid en uitgerust. Het Iraakse militaire commando had nu de controle over al zijn divisies en had ook de verantwoordelijkheid gekregen voor de veiligheid in enkele provincies.
Van degenen die het politieke proces met geweld probeerden tegen te houden werd geëist dat ze de wapens neerlegden en deelnamen. Terrorisme mocht de overgang in Irak niet belemmeren.
Het was van belang dat de soevereine Iraakse regering instemde met de aanwezigheid van de multinationale macht in het land. Daarover was opnieuw een brief ontvangen van de Eerste Minister van Irak.

### Handelingen
Op basis van die brief werd de autorisatie van de multinationale macht in Irak verlengd tot 31 december 2008. Het mandaat zou nog voor 15 juni herzien worden, of eerder als Irak daarom zou vragen.
Voorts werden ook de met resolutie 1483 getroffen regelingen inzake de Iraakse olie-inkomsten verlengd tot eind 2008.

### Annex I
Net als bij de vorige verlenging was ook bij deze resolutie een brief gevoegd van de Eerste Minister van Irak, Nuri Kamel al-Maliki, waarin deze de verlenging van de door de VS geleide macht vroeg.

### Annex II
Eveneens was opnieuw een brief van de Amerikaanse Minister van Buitenlandse Zaken Condoleezza Rice toegevoegd, waarin zij verklaarde dat haar land bereid was de multinationale macht die het leidde voort te zetten.

## Verwante resoluties
- Resolutie 1762 Veiligheidsraad Verenigde Naties
- Resolutie 1770 Veiligheidsraad Verenigde Naties
- Resolutie 1830 Veiligheidsraad Verenigde Naties (2008)
- Resolutie 1859 Veiligheidsraad Verenigde Naties (2008)

Lijst ·  1739 ·  1740 ·  1741 ·  1742 ·  1743 ·  1744 ·  1745 ·  1746 ·  1747 ·  1748 ·  1749 ·  1750 ·  1751 ·  1752 ·  1753 ·  1754 ·  1755 ·  1756 ·  1757 ·  1758 ·  1759 ·  1760 ·  1761 ·  1762 ·  1763 ·  1764 ·  1765 ·  1766 ·  1767 ·  1768 ·  1769 ·  1770 ·  1771 ·  1772 ·  1773 ·  1774 ·  1775 ·  1776 ·  1777 ·  1778 ·  1779 ·  1780 ·  1781 ·  1782 ·  1783 ·  1784 ·  1785 ·  1786 ·  1787 ·  1788 ·  1789 ·  1790 ·  1791 ·  1792 ·  1793 ·  1794